# Edwin C. Burleigh
Edwin C. Burleigh (Linneus, 1843. november 27. – Augusta, 1916. június 16.) az Amerikai Egyesült Államok szenátora (Maine, 1913–1916).